# Богданов, Пётр Иванович
Пётр Иванович Богданов (1776—1816) — русский духовный писатель

, поэт, филолог, переводчик и педагог, магистр философии, преподаватель словесности в московском благородном университетском пансионе; из духовного звания.

## Биография
Родился в 1776 году в семье московского дьякона. По окончании курса в Московской духовной академии он поступил в Московскую медико-хирургическую академию.
В 1803 году был назначен учителем словесности в Московский университетский благородный пансион. Помимо этого давал частные уроки словесности графине Гудович, графине Баташевой и девицам Скульским. В 1807 году получил степень магистра философии. 
Ранние стихотворные произведения поэта («Гимн его сиятельству <…> в день рождения 1798 года ноября 6 дня» и «Ода на открытие в Москве Голицынской больницы», СПб. 1801), написанные в традициях Гавриила Романовича Державина, были посвящены вице-канцлеру Александру Михайловичу Голицыну.
В 1898 году в Москве была издана его книга в стихах «О происхождении зла» представляющая собой перевод поэмы Галлера в трёх песнях. В 1806 году увидела свет «Краткая логика для юношества, обучающегося в Московском пансионе», которую Богданов посвятил М. Н. Муравьеву. Им были также написаны: «Пиитика» (не была издана при жизни автора), ода «Гений», «Ода на Новый год по случаю Пултуской победы» и «Краткое обозрение следов всемирной истории» («Друг юношества», 1809).
Умер в 1816 году.